# Orthoclydon pseudostinaria
Orthoclydon pseudostinaria là một loài bướm đêm trong họ Geometridae.